# Daïra de Larbaâ Nath Irathen
La daïra de Larbaâ Nath Irathen est une circonscription administrative algérienne située dans la wilaya de Tizi-Ouzou et la région de Kabylie

## Communes
La daïra est composée de trois  communes : 
- Aït Aggouacha ;
- Irdjen ;
- Larbaâ Nath Irathen.

La population totale de la daïra est de 46 831 habitants pour une superficie de 86,73 km2.

## Localisation
| Daïra de Tizi Ouzou  | Daïra de Tizi Rached         |                       |
| Daïra de Beni Douala | daïra de Larbaâ Nath Irathen | Daïra de Mekla        |
|                      | Daïra de Beni Yenni          | Daïra d'Ain El Hammam |